# 1999 في إسرائيل
فيما يلي قوائم الأحداث التي وقعت خلال عام 1999 في إسرائيل.

## سياسة

### تعيين في المنصب
- 1 يناير – يولي تمير وزارة استيعاب المهاجرين.
- 27 يناير – موشيه آرنز وزير الدفاع  [لغات أخرى]‏،عضو الكنيست [الإنجليزية]‏.
- 23 فبراير – بيني بيغن عضو الكنيست [الإنجليزية]‏.
- 23 فبراير – دان مريدور عضو الكنيست [الإنجليزية]‏،عضو الكنيست [الإنجليزية]‏.
- 23 فبراير – يسرائيل كاتس عضو الكنيست [الإنجليزية]‏،عضو الكنيست [الإنجليزية]‏،عضو الكنيست [الإنجليزية]‏.
- 4 مارس – بنيامين نتانياهو عضو الكنيست [الإنجليزية]‏،عضو الكنيست [الإنجليزية]‏.
- 4 مارس – تساحي هنغبي عضو الكنيست [الإنجليزية]‏،عضو الكنيست [الإنجليزية]‏.
- 4 مارس – رفائيل إيتان عضو الكنيست [الإنجليزية]‏.
- 4 مارس – رؤوفين ريفلين عضو الكنيست [الإنجليزية]‏،عضو الكنيست [الإنجليزية]‏.
- 4 مارس – سيلفان شالوم عضو الكنيست [الإنجليزية]‏،عضو الكنيست [الإنجليزية]‏.
- 8 مارس – عزمي بشارة عضو الكنيست [الإنجليزية]‏،عضو الكنيست [الإنجليزية]‏.
- 25 مارس – عمير بيرتز عضو الكنيست [الإنجليزية]‏،عضو الكنيست [الإنجليزية]‏.
- 7 يونيو – أحمد الطيبي عضو الكنيست [الإنجليزية]‏،عضو الكنيست [الإنجليزية]‏.
- 7 يونيو – أمنون ليبكين شاحاك وزير السياحة  [لغات أخرى]‏، عضو الكنيست [الإنجليزية]‏.
- 7 يونيو – أيوب قرا عضو الكنيست [الإنجليزية]‏.
- 7 يونيو – اسحق كوهين عضو الكنيست [الإنجليزية]‏.
- 7 يونيو – افرايم سنيه عضو الكنيست [الإنجليزية]‏،Deputy Minister of Defense ‏.
- 7 يونيو – افيغادور ليبرمان عضو الكنيست [الإنجليزية]‏.
- 7 يونيو – إيلان غيلون عضو الكنيست [الإنجليزية]‏.
- 7 يونيو – إيلي يشاي عضو الكنيست [الإنجليزية]‏.
- 7 يونيو – إيهود باراك عضو الكنيست [الإنجليزية]‏،وزير السياحة  [لغات أخرى]‏، رئيس وزراء إسرائيل، وزير الدفاع  [لغات أخرى]‏.
- 7 يونيو – تسيبي ليفني عضو الكنيست [الإنجليزية]‏.
- 7 يونيو – حاييم رامون عضو الكنيست [الإنجليزية]‏.
- 7 يونيو – حاييم كاتس عضو الكنيست [الإنجليزية]‏.
- 7 يونيو – حسنية جبارة عضو الكنيست [الإنجليزية]‏.
- 7 يونيو – دافيد ازولاي عضو الكنيست [الإنجليزية]‏.
- 7 يونيو – داليا رابين بيلوسوف عضو الكنيست [الإنجليزية]‏.
- 7 يونيو – روني ميلو عضو الكنيست [الإنجليزية]‏.
- 7 يونيو – زهافا غال-أون عضو الكنيست [الإنجليزية]‏.
- 7 يونيو – سوفا لاندفير عضو الكنيست [الإنجليزية]‏.
- 7 يونيو – صالح طريف عضو الكنيست [الإنجليزية]‏.
- 7 يونيو – عصام مخول عضو الكنيست [الإنجليزية]‏.
- 7 يونيو – متان فلنائي عضو الكنيست [الإنجليزية]‏.
- 7 يونيو – محمد بركة عضو الكنيست [الإنجليزية]‏.
- 7 يونيو – موشيه غافني عضو الكنيست [الإنجليزية]‏.
- 7 يونيو – ناعومي حزان عضو الكنيست [الإنجليزية]‏.
- 7 يونيو – يعكوف ليتزمان عضو الكنيست [الإنجليزية]‏.
- 7 يونيو – يولي أدلشتين عضو الكنيست [الإنجليزية]‏.
- 6 يوليو – إسحاق مردخاي نائب رئيس الوزراء ‏.
- 6 يوليو – بنيامين بن إليعازر وزير الاتصالات  [لغات أخرى]‏، نائب رئيس الوزراء ‏.
- 6 يوليو – يوفال شتاينتز عضو الكنيست [الإنجليزية]‏.
- 5 أغسطس – نواف مصالحة نائب وزير الخارجية ‏.

### انتهاء فترة المنصب
- 25 يناير – إسحاق مردخاي وزير الدفاع  [لغات أخرى]‏.
- 23 فبراير – بنيامين نتانياهو وزير المالية  [لغات أخرى]‏،عضو الكنيست [الإنجليزية]‏،عضو الكنيست [الإنجليزية]‏،رئيس وزراء إسرائيل، عضو الكنيست [الإنجليزية]‏.
- 23 فبراير – بيني بيغن عضو الكنيست [الإنجليزية]‏،عضو الكنيست [الإنجليزية]‏.
- 23 فبراير – دان مريدور عضو الكنيست [الإنجليزية]‏،عضو الكنيست [الإنجليزية]‏.
- 23 فبراير – يسرائيل كاتس عضو الكنيست [الإنجليزية]‏،عضو الكنيست [الإنجليزية]‏،عضو الكنيست [الإنجليزية]‏.
- 4 مارس – تساحي هنغبي عضو الكنيست [الإنجليزية]‏،عضو الكنيست [الإنجليزية]‏.
- 4 مارس – رفائيل إيتان عضو الكنيست [الإنجليزية]‏،عضو الكنيست [الإنجليزية]‏،وزير الزراعة والتنمية  [لغات أخرى]‏، نائب رئيس الوزراء ‏.
- 4 مارس – رؤوفين ريفلين عضو الكنيست [الإنجليزية]‏،عضو الكنيست [الإنجليزية]‏.
- 4 مارس – سيلفان شالوم عضو الكنيست [الإنجليزية]‏،عضو الكنيست [الإنجليزية]‏،Deputy Minister of Defense ‏.
- 8 مارس – عزمي بشارة عضو الكنيست [الإنجليزية]‏،عضو الكنيست [الإنجليزية]‏.
- 25 مارس – عمير بيرتز عضو الكنيست [الإنجليزية]‏،عضو الكنيست [الإنجليزية]‏.
- 6 يونيو – أرئيل شارون وزير الخارجية  [لغات أخرى]‏،وزير الطاقة  [لغات أخرى]‏.
- 7 يونيو – أحمد سعد عضو الكنيست [الإنجليزية]‏.
- 7 يونيو – أرييه درعي عضو الكنيست [الإنجليزية]‏.
- 7 يونيو – أفنير شاكي عضو الكنيست [الإنجليزية]‏.
- 7 يونيو – أوري أور عضو الكنيست [الإنجليزية]‏.
- 7 يونيو – اسحق كوهين عضو الكنيست [الإنجليزية]‏.
- 7 يونيو – افرايم سنيه عضو الكنيست [الإنجليزية]‏.
- 7 يونيو – إيتان كابل عضو الكنيست [الإنجليزية]‏.
- 7 يونيو – إيلي يشاي عضو الكنيست [الإنجليزية]‏.
- 7 يونيو – إيهود باراك عضو الكنيست [الإنجليزية]‏،وزير السياحة  [لغات أخرى]‏.
- 7 يونيو – حاييم رامون عضو الكنيست [الإنجليزية]‏.
- 7 يونيو – دافيد ازولاي عضو الكنيست [الإنجليزية]‏.
- 7 يونيو – سوفا لاندفير عضو الكنيست [الإنجليزية]‏.
- 7 يونيو – شمارياهو بن تسور عضو الكنيست [الإنجليزية]‏.
- 7 يونيو – صالح طريف عضو الكنيست [الإنجليزية]‏.
- 7 يونيو – عبد الوهاب دراوشة عضو الكنيست [الإنجليزية]‏.
- 7 يونيو – ناعومي حزان عضو الكنيست [الإنجليزية]‏.
- 7 يونيو – نيسان سلوميانسكي عضو الكنيست [الإنجليزية]‏.
- 7 يونيو – يولي أدلشتين عضو الكنيست [الإنجليزية]‏،وزير  استيعاب المهاجرين ‏.
- 6 يوليو – ليمور ليفنات وزير الاتصالات  [لغات أخرى]‏.
- 6 يوليو – موشيه آرنز وزير الدفاع  [لغات أخرى]‏.
- 6 يوليو – موشيه كتساف نائب رئيس الوزراء ‏.
- 17 نوفمبر – متان فلنائي عضو الكنيست [الإنجليزية]‏.
- 17 نوفمبر – يوسي بيلين عضو الكنيست [الإنجليزية]‏.
- 21 ديسمبر – أحمد الطيبي عضو الكنيست [الإنجليزية]‏.

## مواليد

### أبريل
- 15 أبريل – دينيس شابوفالوف لاعب تنس كندي.

## وفيات

### مارس
- 27 مارس – ناحوم ستيلماخ (مواليد 1936) لاعب كرة قدم إسرائيلي.